# II. Kleomenész spártai király
II. Kleomenész (görög betűkkel: Κλεομένης B' , Kr. e. 4. század – Kr. e. 309) spártai király, I. Kleombrotosz fia, II. Agészipolisz öccse és utódja Spárta Agiada trónján. 61 éves uralkodása rekordidejűnek számít az ország történetében, azonban regnálásának ideje egybeesett a városállam gyors hanyatlásával. Ennek köszönhetően, Kertész István történész szavaival élve: „Nevéhez semmi érdemleges tett nem fűződik.”
Két fia született, Akrotatosz és Kleómünosz, ám Akrotatosz még Kleomenész uralkodása idején meghalt. Kr. e. 309-ben II. Kleomenész király elhunyt, ám ezt követően a királyválasztásra összegyűlt vének tanácsa nem fiatalabb fiát, Kleómünoszt hanem a halott Akrotatosz gyermekét, Areuszt juttatta trónra.

## Lásd még
- Spárta királyainak listája